# Цзиян (Санья)
Цзия́н (кит. упр. 吉阳, пиньинь Jíyáng) — район городского подчинения городского округа Санья провинции Хайнань (КНР). Самый южный район Китая.

## История
После образования Китайской Республики эти места в 1912 году вошли в состав уезда Ясянь (崖县).
После перехода острова Хайнань под контроль КНР уезд Ясянь был в 1950 году включён в состав Административного района Хайнань (海南行政区) провинции Гуандун.
В 1954 году уезд Ясянь был передан в состав Хайнань-Ли-Мяоского автономного района уездного уровня (海南黎族苗族自治区), который 17 октября 1955 года был преобразован в Хайнань-Ли-Мяоский автономный округ (海南黎族苗族自治州).
Постановлением Госсовета КНР от 19 мая 1984 года уезд Ясянь был преобразован в городской уезд Санья. 
В 1985 году в городском уезде Санья был создан посёлок Личжигоучжэнь (荔枝沟镇).
В 1986 году в городском уезде Санья были созданы посёлки Тяньдучжэнь (田独镇) и Хуншачжэнь (红沙镇).
Постановлением Госсовета КНР от 26 сентября 1987 года городской уезд Санья был выведен из состава Хайнань-Ли-Мяоского автономного округа, и стал подчиняться напрямую властям Административного района Хайнань, став городским округом.
13 апреля 1988 года Административный район Хайнань был преобразован в отдельную провинцию Хайнань; в составе городского округа Хайнань был при этом создан район Хэдун (河东区).
В августе 2001 года посёлки Личжигоучжэнь и Хуншачжэнь были присоединены к посёлку Тяньдучжэнь.
В 2011 году посёлок Тяньдучжэнь был переименован в посёлок Цзиянчжэнь (吉阳镇).
Постановлением Госсовета КНР от февраля 2014 года было ликвидировано старое административное деления Санья, и городской округ был разделён на 4 района; район Хэдун, посёлок Цзиянчжэнь и административный комитет Ялунвань были при этом объединены в район Цзиян.

## Административное деление
Район делится на 13 микрорайонов и 19 деревень.

## Туризм
Район Цзиян является популярным туристическим центром Саньи, основная часть отелей и курортных комплексов сконцентрирована на побережье заливов Ялун и Дадун.
Вокруг залива Дадун расположены отели и курортные комплексы международных сетей JW Marriott, Four Seasons и Mandarin Oriental, вокруг 8-километрового пляжа залива Ялун — отели и курортные комплексы сетей Park Hyatt, St. Regis, Ritz-Carlton, Marriott, Hilton, Pullman, Sheraton, MGM Grand и Holiday Inn. Рядом з заливом Ялун раскинулись Национальный заповедник коралловых рифов Саньи (Sanya Coral Reef National Nature Reserve) и Тропический райский лесной парк (Yalong Bay Tropical Paradise Forest Park). 
На полуострове Лухойтоу расположены несколько курортных комплексов, в том числе сети InterContinental, большой гольф-клуб, парк Лухойтоу, туристическая зона Сяодунхай и туристическая деревня народа ли. В парке Лухойтоу на вершине горы расположены скульптурная композиция охотника и оленя, а также смотровая площадка, с которой открывается лучший вид на залив Санья.
В северной части района расположена карстовая пещера Люоби, известная своими большими сталактитами и надписями, высеченными в эпоху династии Юань. В 1990-х годах археологи обнаружили в пещере стоянку человека каменного века.

## Транспорт
В районе Цзиян расположен главный железнодорожный вокзал Саньи. В районе залива Ялун имеется станция Хайнаньской восточной кольцевой высокоскоростной железной дороги, запущенной в декабре 2010 года.
Через территорию района Цзиян пролегают скоростные автострады G98, G223, G224 И S216. Имеется широкая сеть междугородних и внутренних автобусных маршрутов. Комфортабельные автобусы связывают между собой аэропорт Феникс и курортные зоны заливов Ялун и Дадун, а также район Дадунхай и храм Наньшань в районе Ячжоу.

## Вооружённые силы
В заливе Юлинь расположена военно-морская база, на которой в подземных бункерах базируются атомные подводные лодки «Шань».

## Галерея
- Дадунхай
- Дадунхай
- Дадунхай
- Дадунхай
- Дадунхай
- Ялун
- Ялун
- Ялун
- Вокзал Саньи
- Река Линьчунь
- Набережная

1. ↑  国务院第七次全国人口普查领导小组办公室 中国人口普查分县资料—2020 (кит.) — 北京市: 中国统计出版社, 2022. — 983 с. — ISBN 978-7-5037-9772-9